# Paul Keres
Paul Keres   (Narva, 7 de gener de 1916 - Hèlsinki, 5 de juny de 1975) fou un jugador d'escacs estonià, (soviètic després de l'ocupació d'Estònia per l'URSS el 1940); el 1950 fou un dels 27 primers jugadors guardonats al món amb el títol de Gran Mestre Internacional de la FIDE. El 1948 rebé el títol de Mestre Honorífic de l'Esport.
Fou un dels millors jugadors del món entre mitjans dels anys 1930 i començaments dels 1960. Va perdre per poc l'oportunitat de ser Campió del món en cinc ocasions. El 1938 va guanyar el fortíssim Torneig AVRO, cosa que li va permetre establir negociacions per a un matx del Campionat del Món contra Aleksandr Alekhin, però mai no va tenir lloc a causa de la Segona Guerra Mundial. Després de la guerra, va ser segon en el Torneig de candidats en quatre ocasions consecutives de 1953 a 1962, i cada vegada per darrere del futur campió del món: Vassili Smislov (el 1953 i el 1956), Mikhaïl Tal (el 1959) i Tigran Petrossian (el 1962). A més, va guanyar tres cops el Campionat de l'URSS, el 1947, 1950 i 1951, quatre cops el Campionat Bàltic, el 1944/45, 1947, 1955, i 1960, i cinc cops el campionat d'Estònia, el 1935, 1942, 1943, 1945, i 1953.
A causa d'aquests i d'altres bons resultats, molts comentaristes consideren que Keres fou el jugador més fort que mai va poder arribar a esdevenir Campió del món, potser només després de Víktor Kortxnoi. Va ser anomenat "El príncep hereu dels escacs" (The Crown Prince of Chess en anglès), l'etern segon, o també el campió sense corona.

## Resultats destacats en competició
Fou 5è al fort torneig de Kemeri de 1937 (guanyat per Samuel Reshevsky, Vladimirs Petrovs i Salo Flohr).
El 1953 participà en el Torneig de Candidats de Zuric, un dels torneigs més forts de la història, que serví per determinar l'aspirant al títol al Campionat del món de 1954, on hi fou 3r (el guanyador fou Vassili Smislov).